# Bray (Saône-et-Loire)
Bray is een gemeente in het Franse departement Saône-et-Loire (regio Bourgogne-Franche-Comté) en telt 120 inwoners (2009). De plaats maakt deel uit van het arrondissement Mâcon.

## Geografie
De oppervlakte van Bray bedraagt 9,9 km², de bevolkingsdichtheid is dus 12,1 inwoners per km².
De onderstaande kaart toont de ligging van Bray (Saône-et-Loire) met de belangrijkste infrastructuur en aangrenzende gemeenten.

## Demografie
Onderstaande figuur toont het verloop van het inwonertal (bron: INSEE-tellingen).